# Андре Пуллен
Андре Пуллен (фр. André Poullain, 23 листопада 1893, Париж — 11 червня 1954, Нуазі-ле-Гран) — французький футболіст, що грав на позиції нападника за клуб «СА Парі» та національну збірну Франції.

## Клубна кар'єра
На клубному рівні з 1912 по 1920 рік грав за столичний «СА Парі». 1920 року ставав у його складі володарем Кубка Франції. 

## Виступи за збірну
1913 року провів три офіційні матчі за національну збірну Франції, забивши в них два голи.
Помер 11 червня 1954 року на 61-му році життя в Нуазі-ле-Гран.
| Дата      | Місто            | Господарі | Результат | Гості      | Турнір           | Голи | Примітки |
| --------- | ---------------- | --------- | --------- | ---------- | ---------------- | ---- | -------- |
| 27-2-1913 | Коломб           | Франція   | 1 – 4     | Англія     | товариський матч | 1    |          |
| 9-3-1913  | Женева           | Швейцарія | 1 – 4     | Франція    | товариський матч | -    |          |
| 20-4-1913 | Сент-Уан-сюр-Сен | Франція   | 8 – 0     | Люксембург | товариський матч | 1    |          |
| Усього    |                  | Матчів    | 3         |            | Голів            | 2    |          |

## Титули і досягнення
- Володар Кубка Франції (1):

«СА Парі»: 1919/20